# یواس‌اس پورتر (دی‌دی-۸۰۰)
یواس‌اس پورتر (دی‌دی-۸۰۰) (به انگلیسی: USS Porter (DD-800)) یک کشتی بود که طول آن ۳۷۶ فوت ۵ اینچ (۱۱۴٫۷۳ متر) بود. این کشتی در سال ۱۹۴۴ ساخته شد.